# Humanos (álbum de Oficina G3)
Humanos é o quinto álbum de estúdio da banda brasileira de rock Oficina G3, lançado em 11 de setembro de 2002 pela gravadora MK Music. Com produção musical de Geraldo Penna, é o segundo trabalho de faixas inéditas do grupo pela gravadora e o último de PG como vocalista.
Produzido em tempo recorde, somando apenas dois meses entre composição, pré-produção e gravação, o repertório foi criado coletivamente pelos quatro integrantes e creditado a todo Oficina G3, processo que seria recorrente em projetos futuros. Influenciado por gêneros como new metal e bandas como P.O.D. e Linkin Park, o álbum buscou um som mais pesado e moderno em comparação ao trabalho anterior. Com a saída do baterista Walter Lopes em 2001, Lufe foi o responsável pela gravação de todas as faixas.
O álbum teve um impacto comercial significativo, vendendo mais de 100 mil cópias e recebendo certificado de disco de ouro em 2003. No entanto, a recepção da crítica foi menos entusiasmada. Enquanto foram feitos elogios às canções mais pesadas, parte da crítica considerou o trabalho inconsistente e com excesso de baladas. Mesmo assim, o projeto trouxe canções que estiveram entre alguns dos principais sucessos da banda, como "Te Escolhi", "Ele Se Foi", "Até Quando" e "Onde Está?".
Em 2022, a banda promoveu uma turnê comemorativa do trabalho, que rendeu o álbum ao vivo Humanos Tour (2024). Esta turnê também contou com a participação do baterista Walter Lopes e do vocalista PG, que tinha deixado o Oficina G3 em 2003.

## Antecedentes
Em 2000, a banda tinha lançado o álbum O Tempo, que tinha vendido mais de 150 mil cópias até 2002. Naquela época, o Oficina G3 também se apresentou no Rock in Rio 3 e o vídeo O Tempo, primeiro trabalho lançado no formato DVD na história da gravadora MK Music. Por outro lado, o grupo também sofreu baixas. O baterista e fundador Walter Lopes, alegando diferenças musicais, deixa a banda em 2001. O irmão de PG, Johnny Mazza, assume imediatamente a bateria em abril, por meio de um convite do guitarrista Juninho Afram. O instrumento também foi revezado com Lufe, que tinha passado por grupos como Katsbarnea, Renascer Praise e era baterista do Patmus. Foi a primeira e única vez na carreira do grupo até 2022 em que a banda trabalhou com dois bateristas contratados simultaneamente.
Sobre a tarefa de dividir bateria com Lufe, Mazza disse em 2002: "Com relação a revezar, com certeza aprendi muitas coisas. O Luis e ótimo músico e ótima pessoa também, por isso fiquei muito a vontade para executar o meu trabalho. Tem sido um tempo de mudanças radicais na minha vida".

## Produção
Humanos foi o álbum do Oficina G3 de produção mais rápida em toda a sua carreira. Ainda em 2002, o grupo disse, em entrevista ao programa Conexão Gospel, que as composições, pré-produção e gravação somaram um período de dois meses. Por conta dos vários shows e do sucesso de O Tempo, a banda esteve ocupada na estrada a ponto de não ter muitas composições. Do ponto de vista de criação, o disco deu estreia a um novo processo criativo para o Oficina G3: a partir de Humanos, as músicas seriam creditadas a todos os integrantes. Juninho, anos mais tarde, afirmou que tomou essa atitude para incentivar a composição coletiva entre os membros e para evitar conflitos por créditos que enxergava em outros grupos.
Quando o Oficina G3 se reuniu para compor o repertório do projeto, poucas músicas já foram apresentadas previamente. Anos mais tarde, PG diria que "Te Escolhi" era de sua autoria em parceria com o tecladista e cantor Emerson Pinheiro. Mas assim como todo o repertório, todas as canções foram creditadas apenas aos quatro integrantes da banda. Em 2004, quando abordou sua parceria com Emerson e sua esposa, Fernanda Brum, PG disse: "Conheci a Fernanda Brum no Canta Brasil e desde então me tornei amigo dela e do Emerson. Eu sempre quis convidá-la para cantar comigo, mas no Oficina eu não tinha essa abertura. Tanto que a banda nunca convidou ninguém em seus discos, e o nome do Emerson não aparece na música 'Te Escolhi', que eu compus com ele".
Apesar do pouco repertório no início, a banda chegou a um total de 14 canções, que foram trabalhadas juntamente com o produtor Geraldo Penna. A ideia foi mesclar baladas como as exploradas em O Tempo com músicas mais pesadas e com mais distorções. Juninho Afram, em entrevista dada a revista Guitar Player, disse que a banda desejava colocar mais peso nos arranjos, e explicou quais equipamentos e ideias utilizou em músicas como "Te Escolhi", "Até Quando" e "Apostasia". Apesar da divisão da bateria entre Johnny e Lufe em algumas ocasiões, Lufe acabou por gravar todo o álbum sozinho e seguiu no instrumento com o passar do tempo. Em diferentes ocasiões na época, Juninho também defendeu que, além de considerar Humanos o melhor álbum do Oficina G3, era mais pesado que Indiferença.
O único caminho que tinha definido na cabeça é que queria fazer um CD com guitarras pesadas e riffs legais. É o CD que mais gostamos... Por enquanto, até sair o próximo! [risos] Ele é especial, consideramos um trabalho maduro. Gravar este álbum foi um desafio, porque tínhamos objetivos em relação às composições, à sonoridade e ao peso. Foi muito gratificante ter alcançado essas metas.— Juninho Afram, 2003.

## Estilo musical e influências
O projeto tem influências de gêneros como o new metal, vertente bastante popular na época. Na época, Afram disse que duas influências significativas eram as bandas P.O.D. e Linkin Park, e que a busca por afastar da sonoridade pop de O Tempo era intencional. Ao mesmo tempo, o disco não se desviou completamente do antecessor, com a presença de várias baladas como "Ele Se Foi", "Criação" e "Pra Você".
O baixista Duca Tambasco, na época, disse que um dos diferenciais para o peso do álbum em relação ao anterior foi o trabalho técnico de masterização. A banda escolheu Ricardo Garcia e, sobre ele, Tambasco disse:  "Ele é fantástico, o cara sabe muito o que tá fazendo. Isso foi imprescindível para o resultado final que o CD alcançou, para o tamanho do som".

## Projeto gráfico
O design de Humanos foi elaborado por Adilson R. Borges. O projeto gráfico traz fotografias da banda em vários locais, como supermercado (capa) e posto de gasolina. Na época, a banda justificou que as imagens retratariam os lugares comuns que seres humanos frequentam em contexto urbano.

## Lançamento e divulgação
Humanos foi anunciado em julho de 2002 com lançamento agendado para setembro. Na época, poucos detalhes foram divulgados em relação ao trabalho inédito. Três canções já estavam confirmadas: "Até Quando", "O Teu Amor" (a última gravação com Walter Lopes, reaproveitada do álbum Amo Você Vol. 7) e "Ele Se Foi", esta última a preferida do tecladista Jean Carllos. A banda começou a tocar algumas dessas canções ao vivo. No início de setembro, "Ele Se Foi" foi escolhida como a música de trabalho e começou a ser tocada na 93 FM. "Te Escolhi" também foi selecionar para representar o trabalho. Ambas receberam versões em videoclipe. Enquanto "Ele se Foi" gerou um videoclipe em formato de animação, "Te Escolhi" teve cenas dirigidas por PC Junior.
Após a grande repercussão de O Tempo, o disco foi muito esperado pelo público em geral, e vendeu mais de 100 mil cópias. Desta forma, o álbum foi certificado como disco de ouro em 2003.
No final da turnê de Humanos e no processo de criação do álbum seguinte, Além do que os Olhos Podem Ver, PG anunciou sua saída da banda. Isso fez com que o grupo tivesse que reestruturar seus shows, o que fez com que o repertório do trabalho continuasse a ser tocado em shows até o final de 2004. Em entrevista a revista O Levita em 2004, PG falou sobre o impacto de sua saída nas questões comerciais da banda e da MK Music:
O pessoal da gravadora entendeu numa boa, embora eles achassem que a separação foi uma pena. Mas houve um convite para que eu continuasse na MK, até porque eu tinha mais um tempo de contrato com a banda. A MK abriu mão da multa e me fez a proposta de continuar lá na carreira solo. Não saí da banda para barganhar o meu nome. O que aconteceu é que houve uma rescisão do meu contrato com a banda e acordei um contrato de carreira solo.

## Recepção da crítica
| Críticas profissionais | Críticas profissionais |
| Avaliações da crítica  | Avaliações da crítica  |
| Fonte                  | Avaliação              |
| ---------------------- | ---------------------- |
| O Propagador           | [ 16 ]                 |
| Whiplash.net           | 4/10                   |
| Super Gospel           | [ 18 ]                 |

Apesar de ter sido um álbum que agradou a própria banda e parte do público, Humanos dividiu opiniões da crítica, sobretudo a longo prazo. O jornalista Maurício Gomes Angelo, para o Whiplash.net, atribuiu uma nota 4 de 10 para o trabalho, afirmando que a obra começa bem pelas faixas mais pesadas e que as letras são boas, mas que é musicalmente inconstante. "O CD desemboca num rockzinho básico, adocicado, leve e melodioso. O que se segue é uma sucessão de baladas que os diabéticos não irão aguentar. Trancar um deathbanger numa sala e colocar Humanos para rodar me parece uma definição perfeita de tortura [...] A banda já provou que tem competência para fazer um bom rock n’roll, como fizeram no passado e como hoje em dia ainda fazem quando querem. Precisam urgentemente decidir se vão fazer baladinhas para agradar os mais tradicionais e arrebanhar mais fãs enlouquecidas ou se vão investir no som que todos nós apreciamos e gostamos de ouvir".
Dez anos após o lançamento do projeto, em avaliação retrospectiva publicada no Super Gospel, Tiago Abreu defende que, ao contrário do antecessor O Tempo, o álbum tem várias canções "monótonas" e "previsíveis". "Humanos soa como um disco duplo condensado em um só, desorganizado e sem direção clara. A devida sorte do grupo é que as melhores faixas conseguem apagar, da mente dos ouvintes, seus momentos menos expressivos".
O guia discográfico do O Propagador atribuiu uma cotação de 2 estrelas de 5 para o projeto, com a justificativa de que é "pior trabalho da Oficina G3" e "tão confuso quanto os próprios seres humanos".

## Legado
O repertório do álbum se manteve presente em turnês subsequentes da banda, mesmo com a saída de PG em 2003. Parte da turnê da obra, durante um show em abril de 2004, foi registrada na coletânea ao vivo Gospel Collection, lançado em 2014, nos vocais de Juninho Afram e Duca Tambasco. A música "Até Quando (Humanos)" se tornou uma das mais populares em shows e apresentações da banda. Humanos também foi um dos álbuns mais contemplados a pedido dos fãs na YourTourG3, ocorrida em 2011, cujo repertório foi escolhido pelo público em votação da internet.
Em 2022, a banda promoveu a Humanos Tour, com as músicas de Humanos, mas também faixas de O Tempo (2000). Diferentemente do álbum de estúdio, a turnê se destacou pela presença de Walter Lopes alternando a bateria com Lufe. Nas apresentações da turnê, também contaram com a participação do guitarrista Mateus Asato. Concomitantemente a turnê, foi produzido um documentário sobre os shows e a relação com a banda. A produção chegou a ser exibida em cinemas brasileiros da rede Cinemark durante o ano de 2023. O lançamento, por sua vez, se deu em maio de 2024, juntamente com o álbum Humanos Tour.

## Faixas
Todas as faixas escritas e compostas por Oficina G3. 
| N.º            | Título                  | Vocais                           | Duração |  |
| 1.             | "Pulso"                 | Instrumental                     | 0:15    |  |
| 2.             | "Onde Está?"            | PG, Juninho Afram e Jean Carllos | 4:34    |  |
| 3.             | "Apostasia"             | PG                               | 3:59    |  |
| 4.             | "Te Escolhi"            | PG                               | 3:03    |  |
| 5.             | "Eu Sei"                | PG                               | 4:25    |  |
| 6.             | "Ele Se Foi"            | PG                               | 4:32    |  |
| 7.             | "Criação"               | PG                               | 4:51    |  |
| 8.             | "Don't Give'Up"         | PG                               | 4:40    |  |
| 9.             | "Memórias"              | PG                               | 3:52    |  |
| 10.            | "Minha Luta"            | PG e Juninho Afram               | 4:18    |  |
| 11.            | "Simples"               | PG                               | 3:29    |  |
| 12.            | "Até Quando?" (Humanos) | Jean Carllos e PG                | 3:35    |  |
| 13.            | "Desculpas"             | PG                               | 4:42    |  |
| 14.            | "Pra Você"              | PG                               | 3:53    |  |
| 15.            | "O Teu Amor" (bônus)    | PG e Juninho Afram               | 4:55    |  |
| Duração total: | Duração total:          | Duração total:                   | 55:42   |  |

## Ficha técnica
A seguir estão listados os músicos e técnicos envolvidos na produção de Humanos:
Banda
- PG – vocal
- Juninho Afram – vocal, guitarras, violão
- Duca Tambasco – baixo e vocal
- Jean Carllos – teclado e vocal
- Walter Lopes – bateria em "O Teu Amor"

Músicos convidados
- Lufe – bateria
- Thiago Lima – violino
- Geraldo Penna – produção musical, arranjos, oboé e violino

Equipe técnica
- Geraldo Penna – mixagem
- Ricardo Garcia – masterização
- Thiago Lima – auxiliar de gravação

Design
- Adilson R. Borges – direção de arte e design
- Penna Prearo – fotografia